# 天頂冰川
71°52′S 163°45′E / 71.867°S 163.750°E
天頂冰川是南極洲的冰川，位於維多利亞地的彭內爾海岸，處於約翰斯頓冰川以西1.6公里，流經鮑爾斯山脈的蘭特曼山脈，由新西蘭探險隊命名。